# 아키아나 크라마리크
아키아나 크라마리크(Akiane Kramarik, 1994년 7월 9일~)는 미국 시인이자 화가이다.

## 저서
- 천국소녀 아키아나 (ISBN 978-89-360-1765-1)